# アメリカ (汽走コルベット)

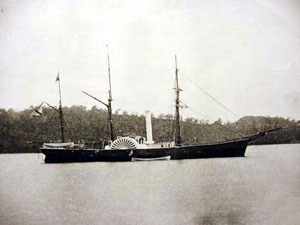
アメリカ

アメリカ（Америка）は、19世紀後期にロシア帝国海軍が保有した汽走コルベットである。

## 概要
1856年、アメリカ・ニューヨークで建造され、ロシア海軍シベリア小艦隊に配属された。
排水量554t。三檣の帆装と140馬力の蒸気機関を有し、推進装置は外車輪方式であった。船体は全長50.3m・全幅8.6mであった。
アムール川や間宮海峡等の浅水域を行動することから、浅喫水に設計されていた。
1857年、エフィム・プチャーチン海軍中将が座乗し日本・清国を訪問、対日・対清外交交渉に従事。10月に日露追加条約、1858年6月には天津条約の締結に至る。
1859年には、東シベリア総督ニコライ・ムラヴィヨフが乗艦し、再び日本・清国を訪問。露清・露日国境の実情把握を行う。
これらの航海の過程で、後に沿海地方となる日本海沿岸地域の探索が行われ、ナホトカ湾等の港湾適地が発見されている（ナホトカ湾は、1960年代頃までは本艦の艦名に因みアメリカ湾と命名されていた）。